# Пышки (Хмельницкая область)
Пышки (укр. Пишки) — село в Старосинявском районе Хмельницкой области Украины.
Население по переписи 2001 года составляло 308 человек. Почтовый индекс — 31410. Телефонный код — 3850. Занимает площадь 1,941 км². Код КОАТУУ — 6824484502.

## Местный совет
31410, Хмельницкая обл., Старосинявский р-н, с. Ожаровка